# Novembre 1850

## Événements
- Massacre des marins de l’Alcmène par les Canaques en Nouvelle-Calédonie, qui réagissent à l’intrusion des missionnaires.

- 2 novembre : la guerre semble inévitable, mais grâce à Felix von Schwarzenberg, un compromis réussit : Frédéric-Guillaume dissout l’union restreinte tout en refusant d’évacuer la Hesse-Cassel.

- 28 novembre : Felix von Schwarzenberg adresse un ultimatum à la Prusse.

- 29 novembre : reculade d'Olmütz. Frédéric-Guillaume IV de Prusse répond en envoyant son Premier ministre, le comte Manteuffell négocier avec Felix von Schwarzenberg à Olmütz (Olomouc). L’accord met fin à la crise (la Prusse s’incline).

## Naissances
- 10 novembre : Louis Muraton, peintre français († 20 novembre 1901).
- 11 novembre : António Carvalho da Silva Porto, peintre portugais († 11 juin 1893).
- 13 novembre : Robert Louis Stevenson, romancier, poète et essayiste écossais († 3 décembre 1894).
- 16 novembre : Arthur Constantin Krebs (mort en 1935), militaire ingénieur français.
- 26 novembre : Gustave-Frédéric Dollfus (mort en 1931), géologue, malacologue et phycologue français.

## Décès
- 30 novembre : Germain Henri Hess (né en 1802), chimiste et médecin suisse.